# 石乞 (卫国)
石乞，中国春秋时期衛國石氏族人。
前480年，衛国衛出公之父蒯聵發動兵變，劫持孔悝。孔悝家臣子路來救，並要火攻蒯聵，蒯聵命石乞、盂黶去攻擊子路，子路最後被石乞、盂黶所殺，並悲壯地在死前戴好帽子，繫上被砍斷的帽帶。